# Liege Basket
El betFIRST Liège Basket es un club de baloncesto profesional de la ciudad de Liège, que milita en la BNXT League, la nueva liga fruto de la fusión de la Dutch Basketball League neerlandesa y la Pro Basketball League belga. Disputa sus partidos en el Country Hall Ethias, con capacidad para 5600 espectadores.

## Nombres
| - Fléron Basket Club - BC Hannut - Essor Hannut - TEC Fleron (2000) - TEC Liège (2000-2001) | - Dexia Liège (2001) - Euphony Liège (2001-2014) - Liège Basket (2014-2015) - betFIRST Liège Basket (2015-2017) - VOO Liège Basket (2017- ) |

## Posiciones en Liga
| Temporada | Nivel | Liga | Pos. | Copa de Bélgica  | Otras copas          | Otras copas | Competiciones europeas | Competiciones europeas |  |
| --------- | ----- | ---- | ---- | ---------------- | -------------------- | ----------- | ---------------------- | ---------------------- |  |
| 2009–10   | 1     | BLB  | 2º   |                  | Supercopa de Bélgica | C           | 3 EuroChallenge        | T16                    |  |
| 2010–11   | 1     | BLB  | 8º   |                  |                      |             | 3 EuroChallenge        | TR                     |  |
| 2011–12   | 1     | BLB  | 8º   |                  |                      |             |                        |                        |  |
| 2012–13   | 1     | BLB  | 7º   | Cuartos de final |                      |             |                        |                        |  |
| 2013–14   | 1     | BLB  | 5º   | Semifinales]     |                      |             |                        |                        |  |
| 2014–15   | 1     | BLB  | 7º   | Finalista        |                      |             |                        |                        |  |
| 2015–16   | 1     | BLB  | 8º   | Octavos de final |                      |             |                        |                        |  |
| 2016–17   | 1     | BLB  | 10º  | Octavos de final |                      |             |                        |                        |  |
| 2017–18   | 1     | BLB  | 9º   | Cuartos de final |                      |             |                        |                        |  |

## Palmarés
- Scooore League
  - Subcampeón: 2

2004, 2010
- Copa de Bélgica
  - Campeón: 1

2004
- - Subcampeón: 3

2007, 2009, 2015
- Supercopa Belga
  - Campeón: 2

2004, 2009

## Jugadores destacados
| - Lionel Bosco - Pierre-Antoine Gillet - Ioann Iarochevitch - Niels Marnegrave - Guy Muya - Aivar Kuusmaa - Karim Souchu - Roger Huggins - Kristaps Janičenoks - Armands Šķēle - Badou Gaye - Anton Gaddefors - Jerime Anderson - Cedric Banks - Adrian Banks - Lionel Billingy - Josh Bostic - Cedric Bozeman |  | - Justin Cage - Travis Conlan - Josh Duncan - Andre Emmett - John Fields - Morris Finley - Gary Freeman - Mike Green - Brian Greene - Taylor Griffin - Chris Hill - Bryan Hopkins - Michael Jenkins - Mike Lewis - Jody Lumpkin - Len Matela - Larry Owens - Alex Ruoff |  | - Kenneth Simms - Charles Edward Smith - Mike Smith - Wayne Tinkle - B.A.Walker - Gary Ware - Dominic Waters - Andre Williamson - Jamar Wilson - / Wen Boss Mukubu - / Andrija Stipanović - / Ralph Biggs - / Ron Ellis - / Will Thomas - / Troy Ostler |